# Stictopelta pulchella
Stictopelta pulchella är en insektsart som beskrevs av Ball. Stictopelta pulchella ingår i släktet Stictopelta och familjen hornstritar. Inga underarter finns listade i Catalogue of Life.